# メントール・カメラファブリーク・ゴルツ&ブロイトマン
メントール・カメラファブリーク・ゴルツ&ブロイトマン (Mentor Kamerafabrik Goltz & Breutmann) はドイツにかつて存在したカメラメーカーである。

## 歴史
- 1898年 - ベルリンでフーゴ・ブロイトマン (Hugo Breutmann) により設立。
- 1899年 - セールスマンだったフランツ・ゴルツ (Frantz Goltz) が共同経営者として参加し、社名がゴルツ&ブロイトマン・OHG・フュア・フォトグラフィッシェ・アパラーテ (Goltz & Breutmann OHG Fabrik Für Photographische Apparate) に変更。カメラブランドとしてメントールを使用した。
- 1905年 - ゴルツが健康上の問題から退社、代わりにグスタフ・アドルフ・ハインリヒ (Gustav Adolf Heinrich) が参加した。
- 1906年 - ドレスデンに移転した。
- 1921年 - メントール・カメラファブリーク・ゴルツ&ブロイトマンに社名変更した。
- 1935年 - ハインリヒが死去。
- 1937年 - 1月に破産の申し出がなされたが手続きが長引き悪影響をもたらした。メントール・カメラの製造と宣伝は続けられたが従業員の数は減っていき、1943年の時点では修理のための従業員10名しか残っていなかった[1]。
- 1944年 - 2月にカメラ・ウェルクシュテーテン・グーテ&トルシュの機械工だったルドルフ・グローサー (Rudolf Grosser) [注釈 1]が主導権を握り、破産財産を購入し15人の従業員とともにメントールカメラの製造を引き継いだ[1]。
- 1945年2月13日 - 14日 - ドレスデン爆撃で壁だけを残して全て破壊されてしまい、カメラ製造継続が不可能となった。
  - 7月1日 - ルドルフ・グローサーが地下室にあるだけの機械を集めて現像用ピンセット、フォトランプ用のレフレクター、簡単なスライドビューワーなど簡単な付属品の製造及び修理を3人の従業員とともに開始[2]。
- 1949年 - 地下室が手狭となったため別の場所に移転し、社名をフィルマ・メントールに変更[2]。
- 1953年 - 社名がメントール・フォトグラフィッシェ・アパラーテ&ベダーフシアーテイルケに変更された[2]。
- 1968年 - ルドルフ・グローサーが死去。
- 1972年 - ルドルフ・グローサーの跡を継いだ息子のクラウス・グローサーは会社を国に売るよう強制され、4月24日にメントールはVEBメントール・グロスフォーマット・カメラ・ドレスデンとして国有化。クラウス・グローサーは工場長に任命されるが、その立場はそれまでの経営者ではなく一従業員に過ぎなかった[3]。
- 1980年 - 4月1日にコンビナートVEBペンタコン・ドレスデンに一つの製造部門として組み込まれ、その独立性を失い同時に「メントール」という名前もなくなった[3]。
- 1990年 - この時点でドレスデンにて大型スタジオカメラを製造していた[4]。

## 120フィルム使用カメラ
- メントール・フォールディング・レフレックス6×9（1924年発売） - メントール・フォールディング・レフレックス4×5を6×9 cm判にしたもの。レンズはテッサー150 mm F4.5.
- メントレット（1936年発売） - フォーカルプレーンシャッターを備えた二眼レフカメラ。シャッター速度は1/15-1/600秒。

## 127フィルム使用カメラ
- メントール・ドライフィア（Mentor Dreivier, 1931年発売[4]） - 3×4 cm判[4]で、名称もこれに由来する[注釈 2][4]。ライカBのような構造だが、ピント合わせを直進ヘリコイドとしていることからずっと使いやすい。127フィルムヴェスト半裁判カメラの中でベスト4に数えられる高い評価を受けた[4]。レンズはテッサー50 mm F2.8またはテッサー50 mm F3.5またはテッサー50 mm F4.5[4]で、1933年からエルンスト・ライツ（現ライカ）のエルマー50 mm F3.5も選択できるようになり[4]、後期になってから特注でヘクトール50 mm F2.5の装着を引き受けるようになった。シャッターはフリードリヒ・デッケル製コンパー[4]でシャッター速度T, B, 1-1/300秒[4]。フィルムはノブによる赤窓式。日本には「ドレビア」の名で本庄商会（現本庄）が輸入した。公的な形式変更はないが、何回かマイナーチェンジを受けている[4]。
  - 初期型 - ファインダーはカメラ上部固定[4]。縦位置用のカメラスタンドはない[4]。
  - 中期型 - 縦位置用のカメラスタンドがついた[4]。距離リングの幅が広げられ、文字も大きく見やすくなった[4]。
  - 後期型 - エルンスト・ライツ（現ライカ）の距離計[注釈 3]が供給され、上部ファインダー横にアクセサリーシューが装備された[4]。ストラップ用金具が装備された[4]。

## その他のカメラ
- メントール・フォールディング・レフレックス4×5（1910年発売[4]） - 4×5 in判。使用しない時は小型化のため1枚の板状に畳むことができ、カメラ界の注目を集めた[4]。「メントール・クラップ・レフレックス[4]」とも呼ばれる。レンズはテッサー165 mm F4.5.
- メントール・アトリエ一眼レフレックスカメラ - 1953年ライプツィヒ春の見本市で発表され、カール・ツァイス・イェーナのテッサーまたはマイヤー・ゲルリッツのトリオプランとともに出荷された。
  - 6.5×9 cm判 - 9×12 cm判の、将来の市場性を試すため計画された小型版。
  - 9×12 cm判（1948年2月製造開始） - 戦後初のモデルとなった。その後シャッター速度を追加した改良型フォーカルプレーンシャッターが付けられ、アオリができるレンズボード付きベローズや伸縮し角度も変えられる蛇腹を支える底板（コンペンデューム）が発表された[2]。
  - 10×15cm判